# Josip Tomašević (calciatore 1994)
Josip Tomašević (Signo, 4 marzo 1994) è un calciatore croato, difensore del Buxoro.

## Carriera

### Club
Il 26 luglio 2018 viene acquistato a titolo definitivo dalla squadra bulgara della Lokomotiv Plovdiv.

### Nazionale
Ha giocato numerose partite con le varie nazionali giovanili croate.

## Statistiche

### Cronologia presenze e reti in nazionale
| Cronologia completa delle presenze e delle reti in nazionale ― Croazia under 19 | Cronologia completa delle presenze e delle reti in nazionale ― Croazia under 19 | Cronologia completa delle presenze e delle reti in nazionale ― Croazia under 19 | Cronologia completa delle presenze e delle reti in nazionale ― Croazia under 19 | Cronologia completa delle presenze e delle reti in nazionale ― Croazia under 19 | Cronologia completa delle presenze e delle reti in nazionale ― Croazia under 19 | Cronologia completa delle presenze e delle reti in nazionale ― Croazia under 19 | Cronologia completa delle presenze e delle reti in nazionale ― Croazia under 19 |
| Data                                                                            | Città                                                                           | In casa                                                                         | Risultato                                                                       | Ospiti                                                                          | Competizione                                                                    | Reti                                                                            | Note                                                                            |
| ------------------------------------------------------------------------------- | ------------------------------------------------------------------------------- | ------------------------------------------------------------------------------- | ------------------------------------------------------------------------------- | ------------------------------------------------------------------------------- | ------------------------------------------------------------------------------- | ------------------------------------------------------------------------------- | ------------------------------------------------------------------------------- |
| 12-4-2012                                                                       | Cittanova                                                                       | Turchia under 19                                                                | 3 – 0                                                                           | Francia under 19                                                                | Amichevole                                                                      | -                                                                               | [ 1 ]                                                                           |
| 22-8-2012                                                                       | Costrena                                                                        | Croazia under 19                                                                | 1 – 0                                                                           | Italia under 19                                                                 | Amichevole                                                                      | -                                                                               | 57’ 86’                                                                         |
| Totale                                                                          |                                                                                 | Presenze                                                                        | 2                                                                               |                                                                                 | Reti                                                                            | 0                                                                               |                                                                                 |

## Palmarès

### Club

#### Competizioni nazionali
- Coppa di Bulgaria: 2

Lokomotiv Plovdiv: 2018-2019, 2019-2020
- Supercoppa di Bulgaria: 1

Lokomotiv Plovdiv: 2020